# Suan
Suan, oficialmente Suan de la Trinidad, es un municipio colombiano ubicado en el departamento del Atlántico. Fue fundado el 27 de junio de 1827 por Diego Martín De León. En sus comienzos, los pequeños barcos a vapor que navegaban por el río Magdalena tenían este municipio como puerto para cargar combustible.

## Toponimia
El municipio debe su nombre a los grandes árboles que crecían en la ribera del río Magdalena llamados "suan".

## Geografía
El municipio Suan de la Trinidad está situado al norte de la República de Colombia, en el extremo sur del departamento del Atlántico sobre la margen occidental del río Magdalena.
Geográficamente se halla enmarcado dentro de las siguientes coordenadas: 10° 20’ de latitud Norte y 74° 53’ de longitud Oeste del meridiano de Greenwich, con una altura de 8 metros sobre el nivel del mar. Su área municipal es de 55 km², que representa el 1.68% de la superficie del departamento. 

### Límites
- Norte y Noroccidente: Municipio de Campo de la Cruz.
- Sur: Municipio de Calamar (Bolívar), el Canal del Dique en medio.
- Oriente: Municipio de Cerro de San Antonio (Magdalena), el Río Magdalena en medio.
- Occidente y Suroccidente: Municipio de Santa Lucía.

## Historia
La fundación del pueblo se inició en la tercera década del siglo XIX, el 27 de junio de 1827 por el caballero español Don Diego Martín de León, secundado en esta loable gesta por algunas familias agricultoras provenientes de Manatí, el sitio del Real de la Cruz y del Magdalena.
Por su ubicación geográfica, Suan se desempeñó inicialmente como punto de aprovisionamiento de combustible (leña) para los vapores que surcaban el río, época más conocida como la del “leñateo”, para más tarde ampliar sus actividades hasta convertirse en puerto de arribo y embarque de pasajeros, materias primas y mercancías de importancia subregional, por cuanto brindaba sus servicios al municipio de Campo de la Cruz y a las poblaciones de Santa Lucía, Manatí y Candelaria.
Las únicas vías de comunicación de Suan y la subregión Sur del Atlántico eran el Río Magdalena y el Canal del Dique que se inició su construcción en el año 1851 en la parte norte de Calamar en el sitio conocido como barrancas de Malambito y fue puesto en marcha en el año 1862, siendo una de las obras de mayor envergadura del Estado Soberano de Bolívar, estableciendo comunicación entre estas poblaciones con su capital Cartagena de Indias y sus provincias .Debido a que la Carretera Oriental solo contaba con el tramo de Barranquilla hasta el sitio de Las Flores.
De ahí la importancia de las embarcaciones de pasajero y carga que surcaban las arterias fluviales, destacándose entre otras: “El Ideal” y “El Sucre”, de Pablo Ospino Valencia; “La Santa Mónica” y “El Cairo”, de Abel Haidar Polo; “El Suan de la Trinidad”, de Alejo Rodríguez y Rafael Polo Castillejo, que más tarde pasó a ser propiedad de Juancho Lafaurie Polo con el nombre de “La Gitana”; “El Alfonso” de Salvador Cachán, que luego pasó a propiedad de Remigio Santana Sarabia con el nombre de “La Nohora Esther”. Uno de los buques de renombre nacional que atracaba en el puerto de Suan fue el "Capitán de Caro”.
Todas estas embarcaciones tanto las de propiedad de suaneros como las de los foráneos, arribaban en el puerto de esta población que su ubicación ha variado debido a la acción del Río, el más recordado es el puerto de la Isla Gato –Conejo o Isla de Los Sanjuanelos.
Otra vía de comunicación fluvial de importancia que existía era la Ciénaga Real, que a través de canoas se comunicaba con las poblaciones de Campo de la Cruz, Candelaria y Manatí y viceversa
Para el transporte entre los municipios vecinos se utilizaban botes de remo; los pioneros en este oficio fueron Santiago Barranco, el Tuerto Julíao y Diego de León.
Es erigido Municipio en concordancia con el Decreto N°233 de 15 de abril de 1905, emanado de la gobernación de Bolívar, desprendiendose del municipio de Campo de La Cruz, dejando su control a este departamento. Un año después, en virtud del Decreto N° 483 del 26 de abril de 1906, bajo la presidencia del general boyacense Rafael Reyes, le es ratificada su condición de municipio y reasignado al naciente Departamento del Atlántico.

## Economía
Sus principales recursos económicos son la agricultura, la ganadería y las artesanías.

## Festividades
Este municipio del sur del Atlántico cuenta con diversas celebraciones a lo largo del año, pero son tres en especial las que llaman la atención de residentes y turistas. 
- Fiestas patronales de la Inmaculada Concepción: 8 de diciembre. Se realiza una eucaristía solemne en la parroquia llamada con el mismo nombre de estas fiestas. Las familias de todas las clases sociales son convocadas a este evento santo.

- Festival internacional de arte y cultura Suan de la Trinidad: Se celebra a finales de junio teniendo en cuenta concordancia con el cumpleaños del municipio.

- Carnaval de Suan: Cada año la junta del carnaval se reúne para debatir quién será su soberana a nivel departamental.

## Servicios públicos
- Energía Eléctrica: Air-e, del grupo EPM, es la empresa prestadora del servicio de energía eléctrica.
- Gas Natural: Gases del Caribe es la empresa distribuidora y comercializadora de gas natural en el municipio.